# Laudert
Laudert település Németországban, Rajna-vidék-Pfalz tartományban. Lakosainak száma 449 fő (2023. december 31.). Laudert Damscheid, Wiebelsheim és Lingerhahn községekkel határos.

## Népesség
A település népességének változása:
| Lakosok száma | 339  | 419  | 410  | 432  | 453  | 449  |
|               | 1975 | 2017 | 2019 | 2021 | 2022 | 2023 |